# سفارت آلمان در بوداپست
سفارت آلمان در بوداپست (به مجاری: Embassy of Germany) یک منطقهٔ مسکونی و نمایندگی سیاسی این کشور در مجارستان است که در بوداپست واقع شده‌است.